# Monnina subscandens
Monnina subscandens là một loài thực vật có hoa trong họ Polygalaceae. Loài này được Triana & Planch. mô tả khoa học đầu tiên năm 1862.